# Jelle
Jelle je mužské křestní jméno. Ženský ekvivalent je Jeltsje. Jméno je typické pro Nizozemsko a Vlámsko. V jižním Nizozemsku je Jelle také domácí označení pro Willema.

## Známí nositelé
- Jelle De Beule (* 1980), holandský komik
- Jelle de Bock (* 1988), belgický fotbalista
- Jelle Florizoone (* 1995), belgický herec
- Jelle Martens (* 1990), belgický umělec
- Jelle Nijdam (* 1963), nizozemský cyklista
- Jelle Reyners (1600–1634), nizozemský malíř
- Jelle ten Rouwelaar (* 1980), nizozemský fotbalista
- Jelle Van Dael (* 1990), belgický zpěvák
- Jelle Van Damme (* 1983), belgický fotbalista
- Jelle van Gorkom (* 1991), nizozemský cyklista
- Jelle van Kruijssen (* 1989), nizozemský fotbalista
- Jelle Vossen (* 1989), belgický fotbalista
- Jelle Wagenaar (* 1989), nizozemský fotbalista
- Jelle Wallays (* 1989), belgický cyklista
- Jelle Zijlstra (1918–2001), nizozemský politik a premiér